# Ptyosphaera alata
Ptyosphaera alata är en kräftdjursart som först beskrevs av Baker1926.  Ptyosphaera alata ingår i släktet Ptyosphaera och familjen klotkräftor. Inga underarter finns listade i Catalogue of Life.